# Cette chienne de vie
Cet article concerne un film italien. Pour l'album de Mike Patton, voir Mondo Cane (album).
Série
L'Incroyable Vérité
(1963)
Pour plus de détails, voir Fiche technique et Distribution.
Cette chienne de vie (Mondo cane, littéralement « monde de chien » en français) est un film documentaire italien sorti en 1962 et réalisé par Paolo Cavara, Gualtiero Jacopetti et Franco Prosperi.
Le film consiste en une série de petits documentaires sur différentes pratiques culturelles à travers le monde dans le but de choquer ou de surprendre l'audience principalement occidentale, avec un banquet d'insectes et un culte du cargo dans le Pacifique Sud. Le style documentaire choc d'exploitation de Mondo cane a inspiré nombre d'imitations, tels que Shocking Asia (en), Shocking Asia II: The Last Taboos (en) ou le film Face à la mort.
Situé entre fiction et documentaire par son alternance de scènes réelles, tronquées et même truquées, le film « exploite le voyeurisme » des spectateurs occidentaux et peut être considéré comme un ancêtre du snuff movie, voire de la téléréalité. De plus, le film donna naissance à un nouveau genre cinématographique, le mondo.

## Fiche technique
- Titre original : Mondo cane
- Réalisation : Paolo Cavara, Gualtiero Jacopetti, Franco Prosperi
- Scénario : Paolo Cavara, Gualtiero Jacopetti
- Musique : Riz Ortolani
- Producteur : Cineriz
- Pays d’origine : Italie
- Langue : italien
- Genre : documentaire
- Durée : 105 minutes
- Date de sortie : 1962
- Film interdit aux moins de 16 ans

## Critique
Pour l'artiste américain Mike Kelley, Mondo cane offre un commentaire intéressant sur la question de l'invisibilité de l'auteur de film documentaire et voit dans le film des similarités avec le travail de jeunes artistes contemporains comme Cameron Jamie.

## Musique
Le thème musical principal du film, Ti guarderò nel cuore, est écrit par Riz Ortolani et Nino Oliviero. Norman Newell y ajoute des paroles anglaises, ce qui donne le titre More.

## Récompenses
Mondo cane fait partie sélection officielle du Festival de Cannes. En 1964, le thème musical est nommé pour l'Oscar de la meilleure chanson originale. La jaquette du support vidéo, lors de sa sortie, indique que le film a gagné un Oscar, alors qu'il ne fut que nommé.

## Malaise du peintre Yves Klein
Yves Klein meurt d’une crise cardiaque le 6 juin 1962, après avoir subi un premier malaise le 12 mai 1962 à l'issue de l'avant-première de ce film au festival de Cannes, dans lequel une de ses performances publiques pour une « Anthropométrie de l'époque bleue », réalisée pour l'occasion les 17 et 18 juillet 1961, est coupée et dénaturée par un montage lascif et un commentaire le qualifiant de « peintre tchécoslovaque » et ridiculisant ses prétentions artistiques,,.